# Sarah De Nutte
Sarah De Nutte est une pongiste professionnelle luxembourgeoise née le 21 novembre 1992 à Dudelange (Luxembourg).
En simple dames, elle est classée 68e mondiale  en avril 2022 et intègre son meilleur classement en mars 2018 (57e mondiale).
En double dames, elle est classée 3e mondiale  en avril 2022 aux côtés de Ni Xia Lian.

## Biographie
Sarah De Nutte naît le  21 novembre 1992 à Dudelange (Luxembourg). Elle participe aux Jeux olympiques d'été de 2020 . En 2021, elle remporte la médaille de bronze aux Championnats du monde de tennis de table double dames aux côtés de Ni Xia Lian. Depuis 1995, elle est la première et la seule femme d'origine européenne à remporter une médaille aux championnats du monde de tennis de table en double. Elle joue actuellement pour le club TT Saint-Quentin en ligue Pro A.
En 2025, elle remporte à Andorre aux Jeux des petits États d'Europe, trois médailles dont l'or en simple et en par équipes.

## Style de jeu
Elle est droitière et joue avec le style shakehand.